# 民法第千七十九条及第千八十一条ノ規定ニ依ル遺言ノ確認ニ関スル法律
民法第千七十九条及第千八十一条ノ規定ニ依ル遺言ノ確認ニ関スル法律（みんぽうだい1079じょうおよびだい1081じょうのきていによるいごんのかくにんにかんするほうりつ、明治33年2月7日法律第13号）は、民法1079条および1081条の規定による遺言の確認に関する日本の法律である。この法律には題名が付されておらず、「民法第千七十九条及第千八十一条ノ規定ニ依ル遺言ノ確認ニ関スル法律」というのはいわゆる件名である。

## 概要
第14回帝国議会において、政府提出として制定された
民法は、遺言の特別方式として、「危急時遺言」と「隔絶地遺言」を規定し、更に「危急時遺言」として一般危急時遺言と難船危急時遺言の2種類を規定している（第976条から第983条）。
これは、民法が明治29年（1896年）4月27日に施行されたときから基本的に同じ規定があるが、さらに、施行当時の民法は、従軍中の危急時遺言について、第1079条で、難船危急時遺言については海軍船舶を基本に規定する形で第1081条に規定していた。
これらの危急時遺言は、裁判所の確認を要するが、軍人軍属についてはこの裁判所の確認を軍法会議で行う等の手続を定めたのが、この法律である。

### 廃止
この法律は、ポツダム宣言の受諾に伴い発する命令に関する件に基く陸軍刑法を廃止する等の政令（昭和22年5月17日政令第52号）により廃止された